# 阿姆斯特丹标准水位
阿姆斯特丹标准水位（荷蘭語：Normaal Amsterdams Peil，简称NAP）是西欧大部分地区使用的高程基准，其最初是为了在荷兰使用而创建的，后于1879年被普魯士用来定义标准零点，1955年被其他欧洲国家/地区使用。1990年代，NAP被用作欧洲联合水准网（United European leveling Network，UELN）的参考水准。